# Pânico de 1873

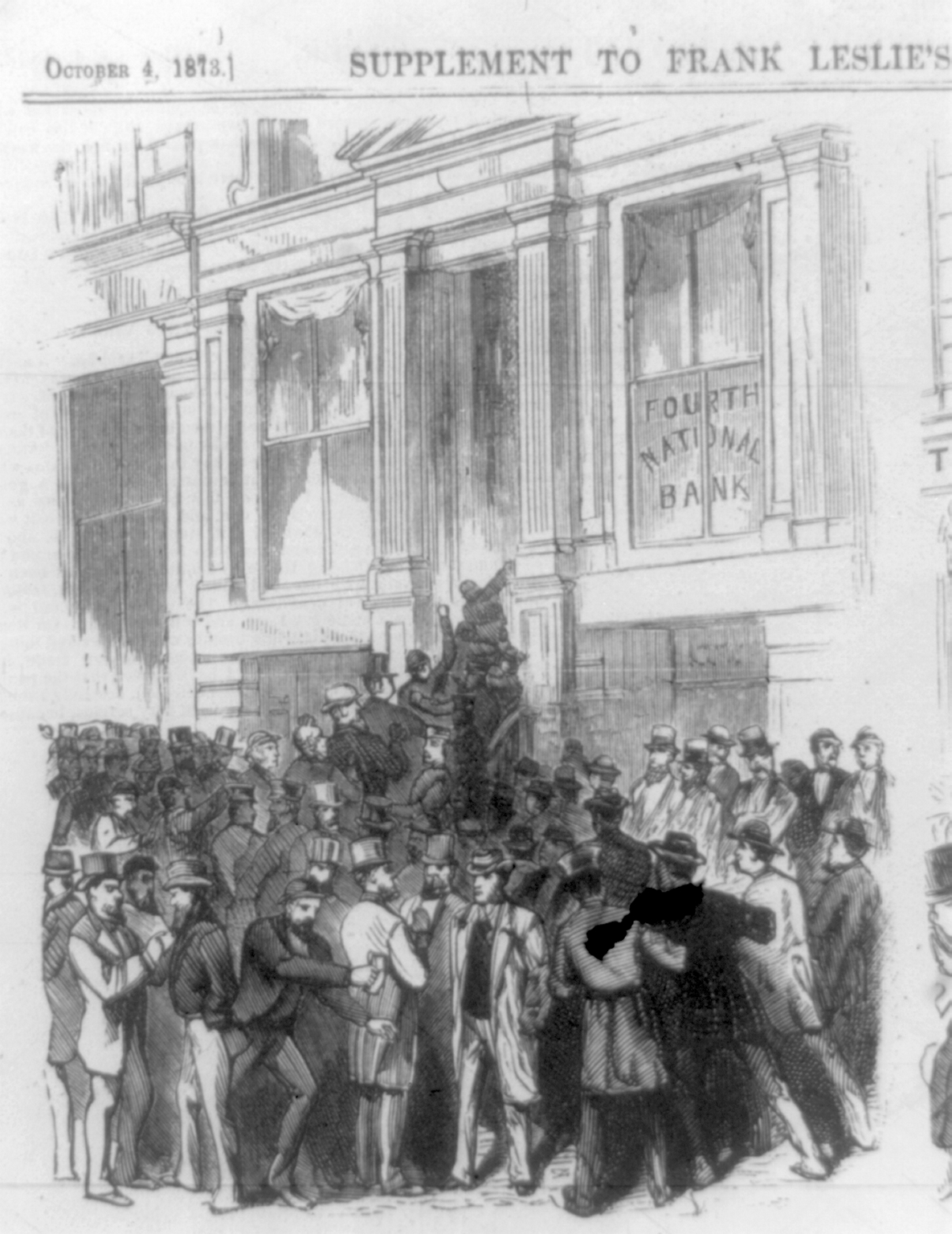
Onda de saques no Fourth National Bank, na Nassau Street, 20 (Nova York, 1873).

O Pânico de 1873 foi uma grave depressão econômica de âmbito nacional que afetou os Estados Unidos da América até 1877. Foi desencadeada pela falência de uma financeira de Filadélfia, a Jay Cooke and Company, em 18 de Setembro de 1873, em conjunto com a dissolução, em 9 de Maio do mesmo ano, da Bolsa de Valores de Viena de Áustria.

## História
Foi uma de uma série de crises econômicas do século XIX e início do século XX. A Grande Depressão (mais conhecida como Longa Depressão) também causou o estabelecimento de uma série de impostos e aumento do protecionismo ao redor do mundo, mesmo em período posterior, de prosperidade econômica (a partir de 1896).
O Pânico de 1873 e a depressão subsequente tiveram várias causas subjacentes para as quais os historiadores econômicos debatem a importância relativa: inflação americana, galopantes investimentos especulativos (predominantemente em ferrovias), a desmonetização da prata na Alemanha e nos Estados Unidos, ondulações do deslocamento econômico na Europa resultante da Guerra Franco-Prussiana (1870-1871) e grandes perdas de propriedades no Grande incêndio de Chicago (1871) e no Grande incêndio de Boston (1872) ajudaram a colocar pressão maciça sobre as reservas bancárias, que, na cidade de Nova York, despencaram de US$ 50 milhões para US$ 17 milhões entre setembro e outubro de 1873.

## Brasil
A crise chegou ao Brasil em 1875, com o país já debilitado, por problemas no sistema financeiro nacional rústico na época, e extremamente dependente de exportações.